# Андрушко Людмила Миколаївна
Андрушко Людмила Миколаївна (нар. 2 липня 1972, с. Зірне Березнівського району Рівненської області) — український мистецтвознавець, кандидат мистецтвознавства (2009).

## Життєпис
Народилася 2 липня 1972 року в с. Зірне Березнівського району Рівненської області.
У 1991 році закінчила Львівське училище прикладного мистецтва імені І. Труша, у 2003 році — Львівську національну академію мистецтв.
В 2009 році захистила кандидатську (17.00.06) «Український рушник — поліфункціональний, сакральний твір народного мистецтва (функція, типологія, семантика, художні особливості)». У 2011 році — вчене звання доцента.
Працює доцентом на кафедрі українознавства у Львівському державному університеті внутрішніх справ.

## Основні твори
Монографія «Український рушник — поліфункціональний, сакральний твір народного мистецтва: функція, типологія, семантика, художні особливості»